# Iglesia de San Martín de Escoto (Llames de Parres)
La Iglesia de San Martín de Escoto, situada en las proximidades de Soto de Dueñas en Llames de Parres, concejo de Parres (Asturias, España), parece haber estado relacionada con el antiguo monasterio de monjas benedictinas existente en aquella localidad. Su origen pudo haber sido prerrománico o románico, aunque existen en ella elementos románicos, góticos y renacentistas. A mediados del siglo XVI fue reedificada, probablemente con materiales románicos de la antigua iglesia conventual de San Martín de Soto de Dueñas.
Consta de una sola nave con cabecera cuadrada y capilla de planta trapezoidal, decorada con pinturas al fresco, adosada en el lado sur de la cabecera; ésta se cubre con bóveda de crucería simple y clave resaltada, reforzada en el exterior por contrafuertes en los ángulos, mientras que la nave lo hace con estructura de madera a dos aguas y la capilla con bóveda de cañón. En el arranque de los nervios de la bóveda aparecen elementos decorativos de clara tradición románica: dos rostros humanos esquematizados, un animal borroso y un tema vegetal parecido al que decora las impostas del arco de triunfo.
Este, seguramente reconstruido, se apoya en dos jambas achaflanadas construidas en sillar bien escuadrado y capiteles con decoración vegetal. Tiene elementos decorativos de tradición gótica: alfiz enmarcando el arco de medio punto sobre las puertas, decoración tallada en las jambas con motivos heráldicos y jarrón. Sobre la clave del arco de la puerta occidental hay un relieve que representa la Cruz de los Ángeles. Su aspecto actual corresponde a la restauración llevada a cabo en 1985, coincidiendo con su declaración como Monumento Histórico Artístico. 